# 視線速度
視線速度（しせんそくど、radial velocity）とは、天体の移動を速度で表現したもののうち、観測者の視線方向（奥行き方向）に沿った速度成分のことである。
これに対して、天体を観測したときの視線に垂直な速度成分を接線速度 (transverse velocity または tangential velocity) といい、視線速度と接線速度のベクトルを合成したものがその天体の空間速度 (space velocity) である。接線速度を秒角で表現したものを固有運動 (proper motion) といい、その天体の天球上の見かけの運動を表している。
視線速度を有する天体からの光はドップラー効果を受け、その天体が遠ざかっている場合には光の波長が伸びスペクトル中のフラウンホーファー線の位置が赤色の方へずれ（赤方偏移）、近づいている場合には波長が縮み青色の方へずれる（青方偏移）。
恒星や銀河など、光を放射する遠方の天体の視線速度は、高分解能の分光観測を行って、既知のスペクトル線の波長を実験室での測定値と比較することによって正確に測定することができる。
多くの連星では普通、我々地球から観測した時の軌道面が視線に対して傾いているため、軌道運動によって両方の星の視線速度が数km/s程度変動する。このような星ではスペクトルがドップラー効果によって周期的に変化するため、光学機器を用いた実視観測で2つの星を分解できない場合でも、実際には連星であることが分かる。このような連星を分光連星と呼ぶ。分光連星の視線速度を調べると、その星の質量や、離心率・軌道長半径などの軌道要素を見積もることができる。これと同様の方法は、太陽系外惑星の検出にも使われており、「ドップラー分光法」などという。